# Теорема Пенлеве
Теорема Пенлеве — утверждение о свойствах решений дифференциальных уравнений первого порядка в комплексной области. Доказана французским математиком Полем Пенлеве в 1887 году

## Формулировка
Уравнения первого порядка {\displaystyle P(w^{'},w,z)=0}, алгебраические относительно неизвестной функции и её производной (то есть {\displaystyle P} — многочлен относительно {\displaystyle w} и {\displaystyle w^{'}} и аналитическая функция от {\displaystyle z}), не могут иметь в интегралах подвижных трансцендентных и существенно особых точек.

## Пояснения
Особой точкой называется точка, где нарушается аналитичность функции комплексного переменного. Существенно особой точкой называется особая точка, если есть пути, ведущие к ней,
вдоль которых функция не стремится к определённому пределу . Особая точка называется трансцендентной, если область неопределенности состоит из одной точки и существенно особой, если область неопределенности состоит не из одной точки. Особая точка интеграла, положение которой не зависит от начальных данных, определяющих интеграл, называется неподвижной особой точкой и особая точка, положение которой зависит от начальных данных, определяющих интеграл, называется подвижной особой точкой .

## Доказательство
Доказательство теоремы Пенлеве занимает три страницы в книге .